# Oemansanti
Oemansanti es una playa y península  a orillas del río Surinam en la zona central de Surinam. Se encuentra ubicada en el distrito de Sipaliwini, a unos 100 m sobre el nivel del mar. 
Se encuentra a unos 170 km al sur de Paramaribo. Entre las localidades y villas vecinas se encuentran Pada, y Dang. A unos 50 km al noreste de Oemansanti se encuentra el embalse de Brokopondo.